# Freddy E. McFarren

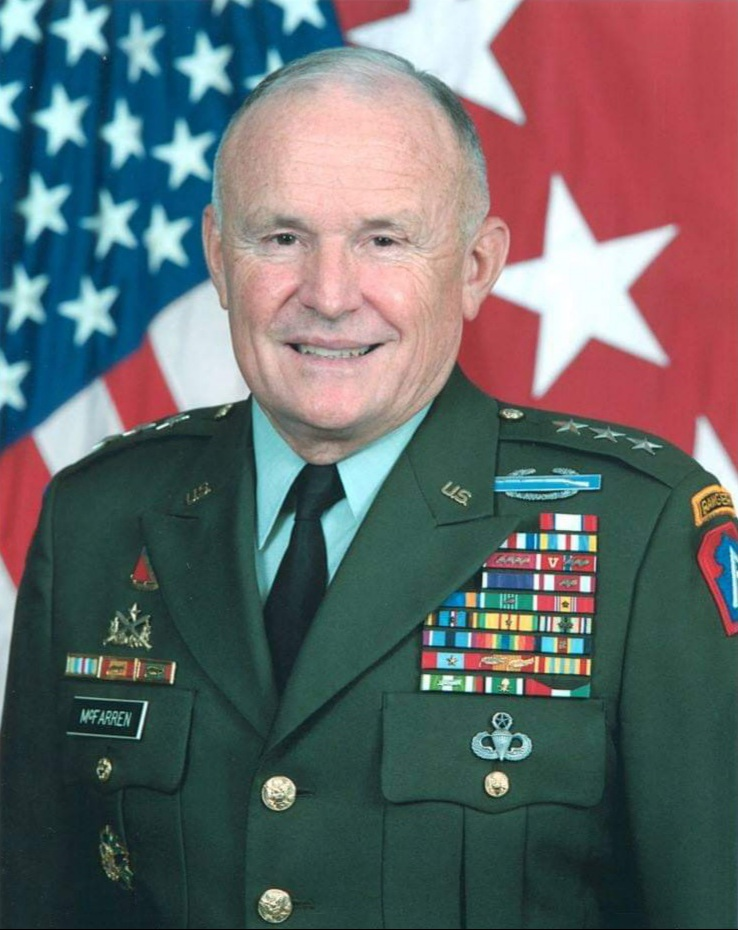
Freddy E. McFarren (2000)

Freddy E. McFarren (* 13. Oktober 1943 in Cleburne, Johnson County, Texas) ist ein pensionierter Generalleutnant der United States Army. Er war unter anderem Kommandeur der 5. Armee.
In den Jahren 1962 bis 1966 absolvierte Freddy McFarren die United States Military Academy in West Point. Nach seiner Graduation wurde er als Leutnant in das Offizierskorps des Heeres aufgenommen. In der Armee durchlief er anschließend alle Offiziersränge vom Leutnant bis zum Drei-Sterne-General.
Im Lauf seiner militärischen Karriere absolvierte McFarren verschiedene Kurse und Schulungen. Dazu gehörten unter anderem das United States Army War College und das Armed Forces Staff College. Außerdem erhielt er einen akademischen Grad von der Duke University.
In seinen jüngeren Jahren absolvierte er den für Offiziere in den niederen Rangstufen üblichen Dienst in verschiedenen Einheiten und Standorten in den Vereinigten Staaten. Dazu gehörten auch Aufgaben als Stabsoffizier in verschiedenen Hauptquartieren. McFarren war auch im Vietnamkrieg eingesetzt, wo er als Berater des südvietnamesischen Militärs (Advisor to Vietnamese Rangers) tätig war. Zu den Einheiten, in denen er Dienst tat, gehörten die 82. Luftlandedivision, die 8. Infanteriedivision, die in Deutschland stationiert war, und das XVIII. Luftlandekorps. Außerdem war er in den Jahren 1980 bis 1982 Stabsoffizier im Hauptquartier des Heeres in Washington, D.C.
In den Jahren 1989 bis 1992 kommandierte er während des Zweiten Golfkriegs die 18th Field Artillery Brigade. Danach war er im Jahr 1993 Leiter der Stabsabteilung für Operationen (G3) beim XVIII. Luftlandekorps. Im Jahr 1994 war er bei der Militärakademie in West Point als Kommandeur der Kadetten tätig und 1996 diente er als Stabsoffizier in der Stabsabteilung G3 im Hauptquartier des Heeres als Leiter der Abteilung für militärische Ausbildung (Director of Training, Office). Danach wurde er nach Kairo in Ägypten versetzt, wo er im Jahr 1997 Leiter der dortigen amerikanischen Militärdelegation im Auftrag des Verteidigungsministerium war.
Zwischen Juni 1999 und August 2000 kommandierte Freddy McFarren die 24. Infanteriedivision, in der er in früheren Jahren auch schon als Stabsoffizier gedient hatte. Danach wurde er als Nachfolger von Robert F. Foley neuer Kommandeur der 5. Armee in Fort Sam Houston in Texas. Nachdem er im Jahr 2003 sein Kommando an seinen Nachfolger Robert T. Clark übergeben hatte, ging er in den Ruhestand.

## Orden und Auszeichnungen
Freddy McFarren erhielt im Lauf seiner militärischen Laufbahn unter anderem folgende Auszeichnungen:
- Army Distinguished Service Medal
- Silver Star
- Defense Superior Service Medal
- Legion of Merit
- Bronze Star Medal
- Purple Heart
- Meritorious Service Medal
- Air Medal
- Army Commendation Medal